# 片桐貞昌
片桐 貞昌（かたぎり さだまさ）は、江戸時代前期の大名、茶人。大和小泉藩の第2代藩主。茶道石州流の祖として片桐石州（かたぎり せきしゅう）の名で知られる。

## 生涯
慶長10年（1605年）、大和小泉藩初代藩主・片桐貞隆の長男として摂津茨木で生まれる。賤ヶ岳の七本槍の一人である片桐且元の甥にあたる。
慶長19年（1614年）、大坂の陣のおり伯父・且元の人質として徳川家臣の板倉勝重に預けられる。元和3年（1617年）、江戸幕府2代将軍・徳川秀忠に拝謁、片桐家の嫡子として認められる。寛永元年12月28日（1624年）に従五位下、石見守に叙任される。以後この官名により、片桐石州と呼ばれるようになる。寛永4年（1627年）、父の死去により家督を継いだ。このとき、弟の貞晴に3000石を分与したため、小泉藩は1万3000石となった。
寛永10年（1633年）から寛永18年（1641年）まで知恩院再建の普請奉行を務めた。普請を終えるまでの間、綾小路柳馬場に居を構えて金森宗和、小堀遠州、松花堂昭乗らと交友した。また、大徳寺の玉室和尚、玉舟和尚に参禅し、寛永15年（1638年）には玉室和尚より三叔宗関の道号を受け、大徳寺山内に高林庵を建立している。
知恩院の再建後は関東郡奉行などを歴任し、水害地の視察にしばしば出張するなど土木建築の分野で功績を挙げた（正保2年（1645年）遠州辺・関東の堤防巡視、正保4年（1647年）相州馬入川の渡口修復巡視、慶安3年（1650年）伊勢・美濃の水害地視察、承応2年（1653年）富士川・天竜川の堤防破損巡視など）。寛文8年（1668年）正月に遺言状を記し、同年のうちに幕府へ郡奉行の返上を願い出て許された。
延宝元年（1673年）11月20日に死去。享年69。跡を三男の貞房が継いだ。墓所は京都府京都市北区紫野の大徳寺高林庵。

## 茶人としての石州

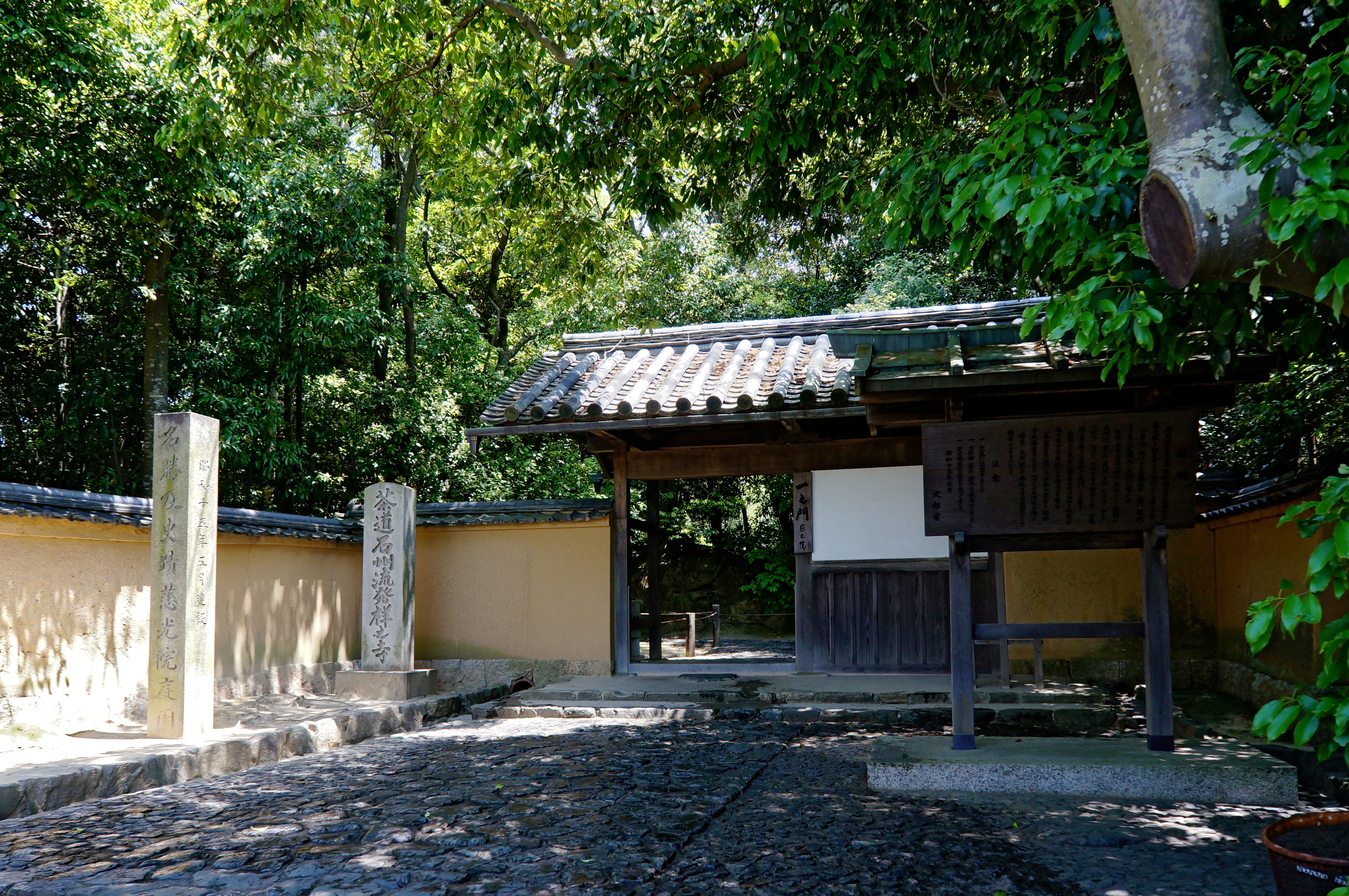
慈光院

最初、千利休の長男・千道安の流れを汲む桑山宗仙に茶道を学んだといわれている。石州が茶を始めた時期については定かではないが、少なくとも20歳前後と思われる。28歳の時、寛永9年（1632年）に師の宗仙は死去したが、その翌年より知恩院の普請奉行として滞京しており、ここでの交流が茶人としての成長に大きく寄与している。30歳の頃からは大和郡山藩主・松平忠明や近江小室藩主・小堀政一（遠州）らともよく茶席を共にしているほか、奈良の茶人とも交遊を深め、茶の宗匠として次第にその名が広がっていった。
慶安元年（1648年）、将軍家光の意向により柳営御物（将軍家の名物茶道具）の分類・整理を行った。この功績により幕府内での評価が高まり、諸大名からも注目されるようになる。承応2年（1653年）頃、後西天皇の行幸にともない當麻寺中之坊に大円窓が特徴的な茶室「丸窓席」を創立、池泉回遊式庭園「香藕園（こうぐうえん）」を改修。
寛文3年（1663年）、父の菩提のために慈光院を創立した。これは寺としてよりも境内全体が一つの茶席として造られており、表の門や建物までの道・座敷や庭園、そして露地を通って小間の席という、茶の湯で人を招く場合に必要な場所ひと揃え全部が、一人の演出そのまま300年を越えて眼にすることができるということで、現在も全国的に見ても貴重な場所となっている。慈光院の庭園は1934年に国の史跡及び名勝に指定され、1944年には書院と茶室が国宝保存法により当時の国宝に指定された（1950年の文化財保護法により重要文化財となる）。
万治元年（1658年）頃、堯然法親王の下問に対して『一畳半之事』を書く。寛文元年（1661年）、『侘びの文』を書く。寛文5年（1665年）には将軍家綱に船越伊予守とともに献茶を行い、長じて家綱の茶道指南役となり石州流を不動のものとした。寛文6年（1666年）、仙洞御所の庭園を修復する。寛文11年（1671年）には、慈光院の書院の脇に二畳台目の茶室を増築。亭主床のこの茶室は石州の代表的なものであるとともに、作者や時代、形式などが明確に伝わる茶室としては最古のものだと言われている。寛文12年（1672年）の2月から10月にかけて江戸において記録として残る最後の茶会を行う。この一連の茶会には水戸光圀を客に招いた御成りの茶が含まれている。延宝元年（1673年）、死の床で藤林宗源に対し「床なし紹鴎四畳半の茶室」を作るよう申しつけ、その翌日に死去した。
ちなみに徳川光圀、保科正之、松浦鎮信らは、茶道における貞昌の門弟である。

## 石州の茶会
石州の茶会が初見されるのは寛永11年（1634年）、30歳の時に松屋久重らを招いたものである。以後、晩年までの累計約400回の記録が残っている。
その主な記録として次のものがある。
- 旁求茶会記：寛永21年（1644年）に行われた17回の茶会
- 石州会の留：承応2年（1653年）から承応3年（1654年）にかけて行われた29回の茶会
- 書院のかこいにて茶之湯之留：万治2年（1659年）から万治3年（1660年）にかけて行われた24回の茶会
- 石州会席留：寛文3年（1663年）から寛文4年（1664年）にかけて行われた53回の茶会
- 片桐石州席之留：寛文12年（1669年）に行われた59回の茶会